# Holtwick (Rosendahl)
Holtwick ist ein Ortsteil der Gemeinde Rosendahl im Kreis Coesfeld (Nordrhein-Westfalen).

## Geographie
Holtwick liegt an der Grenze zum Kreis Borken, sieben Kilometer nördlich der Kreisstadt Coesfeld und 40 Kilometer nordwestlich von Münster.
Gemeinsam mit Darfeld und Osterwick bildet Holtwick die Gemeinde Rosendahl.
Nachbarorte sind Gescher, Legden und Coesfeld. Etwa fünf Kilometer westlich der Ortslage befindet sich östlich der in Nord-Süd-Richtung verlaufenden A 31 der sieben Hektar große Holtwicker See. Wenige hundert Meter nördlich von diesem befindet sich das Naturschutzgebiet Barenborg mit dem gleichnamigen Baudenkmal.

## Geschichte
Holtwick wurde am 1. Januar 1975 in die am 1. Juli 1969 aus den Orten Darfeld und Osterwick neu gebildete Gemeinde Rosendahl eingegliedert.

## Sehenswürdigkeiten

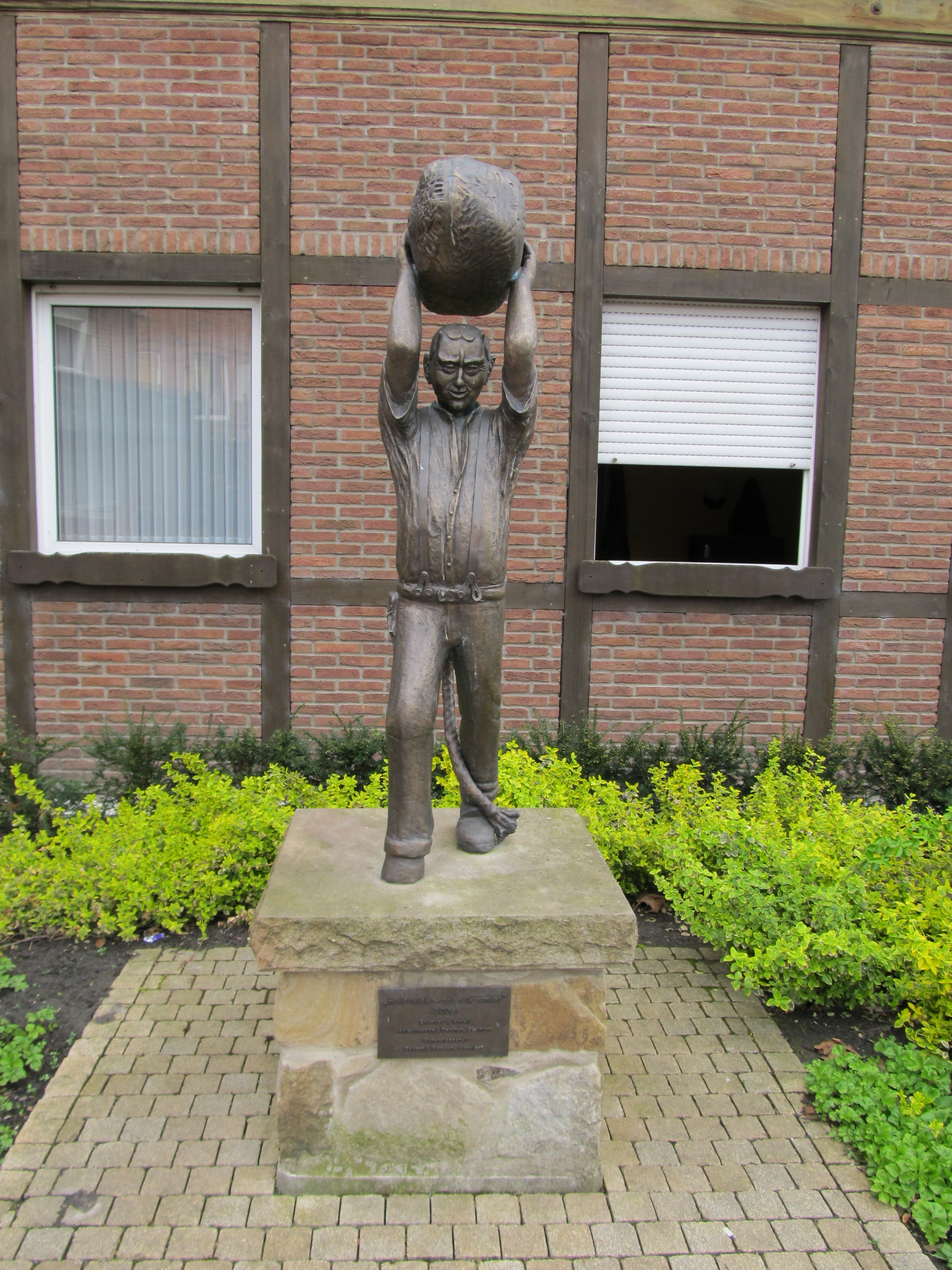
Skulptur zur Holtwicker Sage

Unweit der Holtwicker St.-Nikolaus-Kirche liegt das Holtwicker Ei, ein eiszeitlicher Findling. Der Sage nach soll der Teufel den Stein mit den Worten „Holt wiek oder ick smiet“ in Richtung der Kirche geschleudert haben. Mit dieser Sage wird die Herkunft des Ortsnamens Holtwicks erklärt.
Zu den weiteren Sehenswürdigkeiten gehört das 1670 errichtete und unlängst restaurierte Torhaus des ehemaligen Adelssitzes Haus Holtwick.

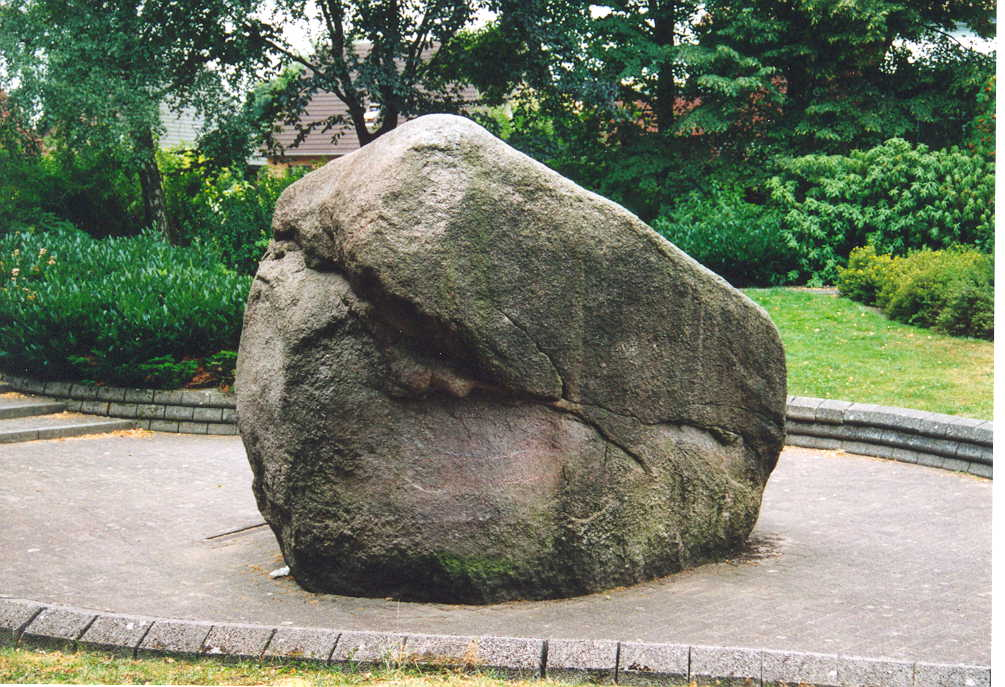
Das Holtwicker Ei
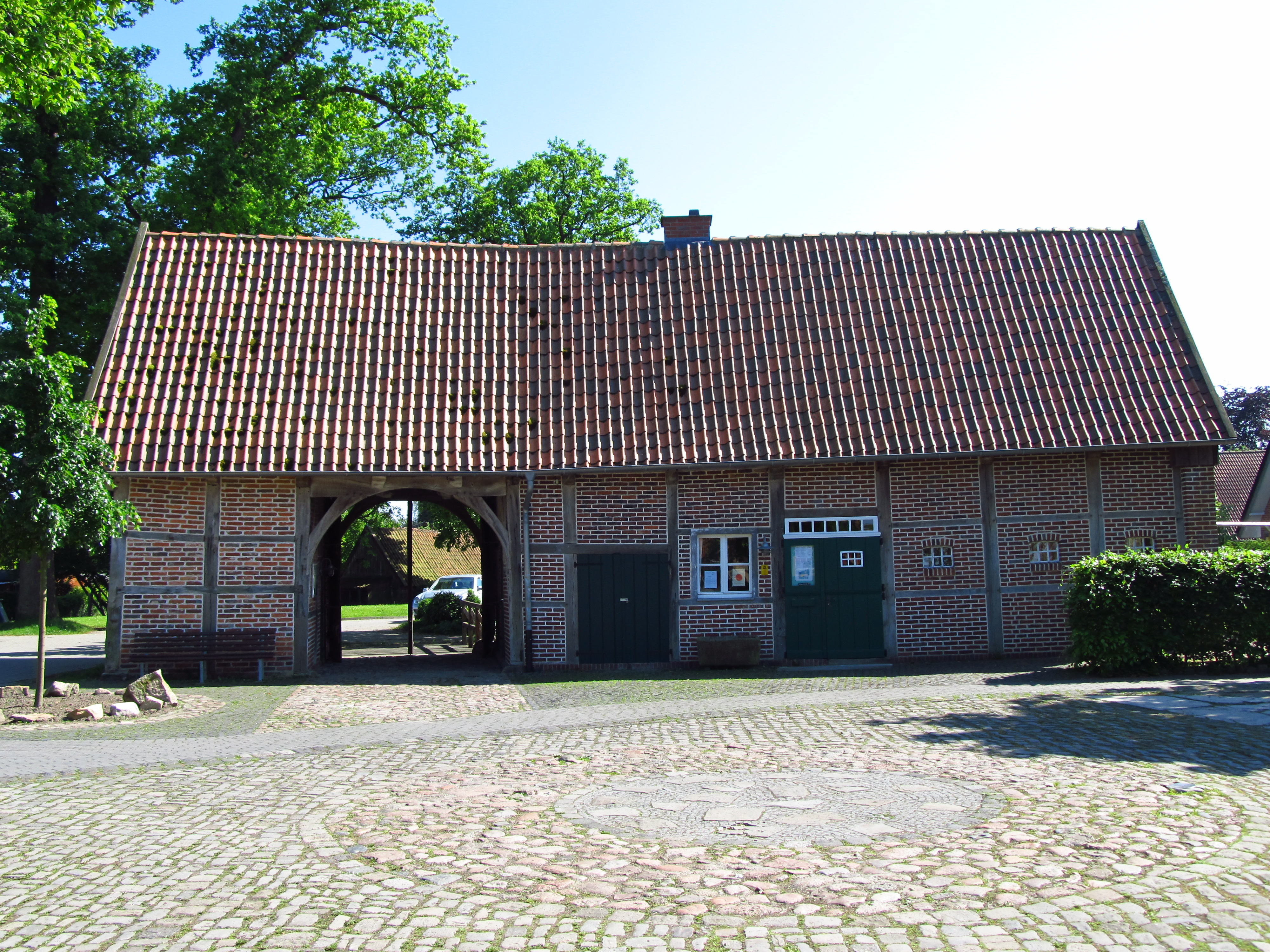
Torhaus des Hauses Holtwick

## Bauerschaften und Nachbarschaften
Holtwick besteht aus den Bauerschaften Bleck, Brock, Görtfeld, Hegerort, Riege und Schlee und den Nachbarschaften Am Ei, Donaufürsten, Ziegenprinzen, Eichengrund, Eihook, Haus Holtwick, Heuping, Poahlbörger, Steenhorst.

## Verkehr

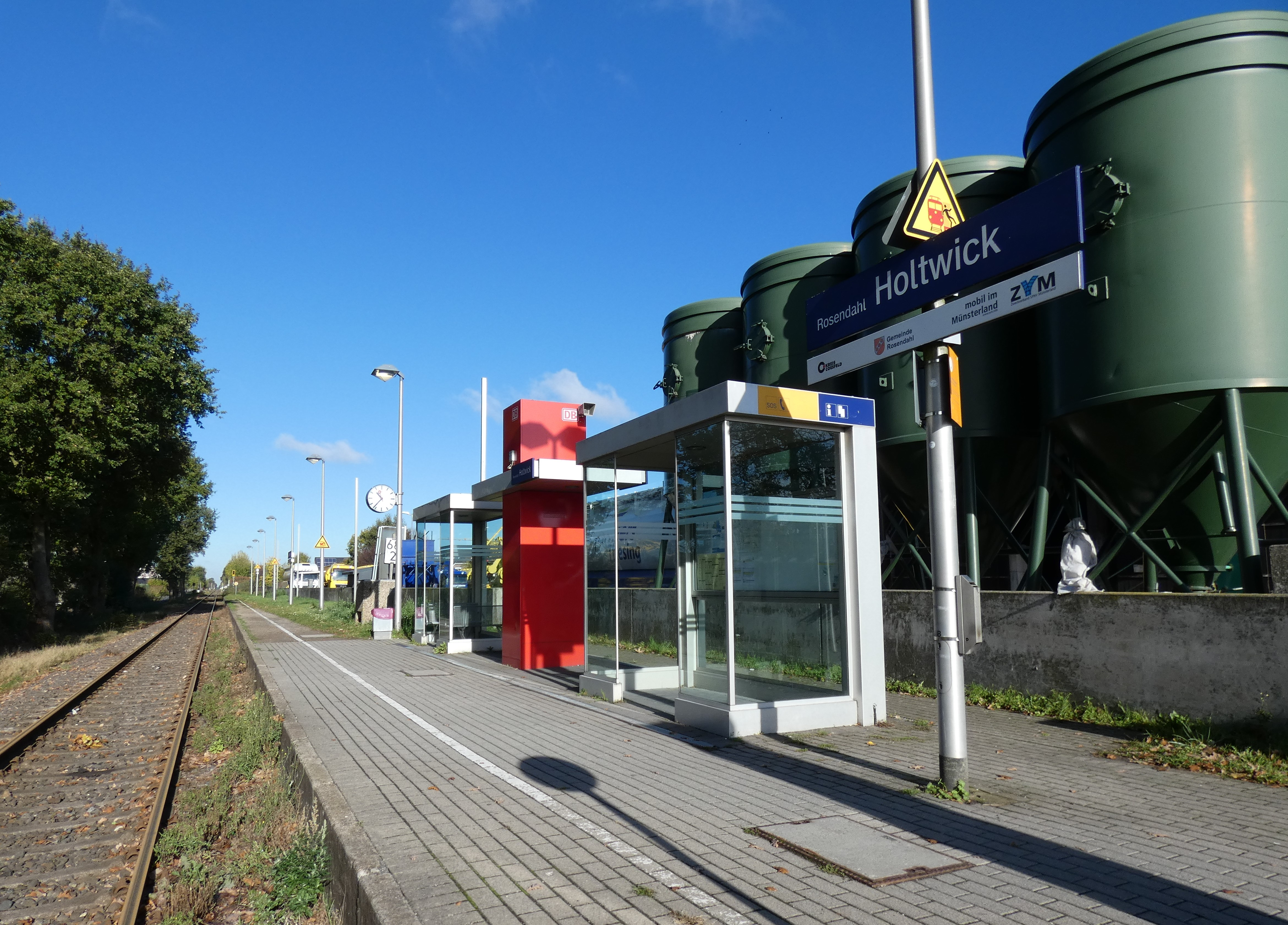
Haltepunkt Rosendahl-Holtwick

### Bahn- und Busverkehr
Durch Holtwick führt die Bahnstrecke Dortmund–Gronau. Der Haltepunkt Rosendahl-Holtwick wird im Stundentakt von der Westmünsterland-Bahn (RB 51) in Richtung Dortmund und Enschede angefahren.
| Linie | Verlauf | Takt                                              |
| ----- | --- | ------------------------------------------------- |
| RB 51 | Westmünsterland-Bahn: Dortmund Hbf – Dortmund-Kirchderne – Dortmund-Derne – Lünen-Preußen – Lünen Hbf – Bork (Westf) – Selm-Beifang – Selm – Lüdinghausen – Dülmen – Lette (Kr Coesfeld) – Coesfeld (Westf) – Rosendahl-Holtwick – Legden – Ahaus – Epe (Westf) – Gronau (Westf) – Glanerbrug – Enschede De Eschmarke – Enschede Stand: Fahrplanwechsel Dezember 2023 | 60 min 20/40 min (Dortmund–Lünen, nicht sonntags) |

Seit dem 7. Januar 2025 führt die Regionalbuslinie 781 zwischen Coesfeld und Gronau (Westf.) durch Holtwick. Diese wird montags bis freitags im 60- bis 120-Minuten-Takt sowie samstags und sonntags durch telefonisch bestellbare Taxibusse bedient. Außerdem wird Holtwick durch die Buslinie 589 angefahren, diese verläuft zwischen den Ortsteilen der Gemeinde Rosendahl und Billerbeck.
| Linie | Verlauf                                                                                  | Takt                                          | Betreiber |
| ----- | ---------------------------------------------------------------------------------------- | --------------------------------------------- | --------- |
| 781   | Bahnhof Coesfeld – Höven (Rosendahl) – Holtwick – Legden – Ahaus – Epe – Bahnhof Gronau  | 60–120 min (Mo–Fr), 60 min (Sa), 120 min (So) | Veelker   |
| 589   | Billerbeck – Darfeld – Osterwick – Holtwick – Höven (Rosendahl) – Osterwick – Billerbeck | 60–120 min (Mo–Fr), 120 min (Sa)              | Veelker   |

In den Nächten von Samstag auf Sonntag, sowie an Silvester verkehren in Holtwick die Nachtbuslinien N6, N8 und N20 der RVM jeweils im 120-Minuten-Takt. Alle Linien verkehren zwischen Coesfeld und dem Dorf Münsterland in Legden auf selber Strecke, unterscheiden sich jedoch im sonstigen Streckenverlauf.
| Linie | Verlauf | Takt                | Betreiber                               |
| ----- | --- | ------------------- | --------------------------------------- |
| N6    | Münster (Westf) Hbf – Laer – Horstmar – Schöppingen – Legden – Holtwick – Höven – Coesfeld Schulzentrum – Coesfeld                   | 120 min (Sa auf So) | Regionalverkehr Münsterland             |
| N8    | Legden, Dorf Münsterland – Holtwick – Höven – Coesfeld Schulzentrum – Coesfeld – Darup – Nottuln – Appelhülsen – Münster (Westf) Hbf | 120 min (Sa auf So) | Regionalverkehr Münsterland             |
| N20   | Legden, Dorf Münsterland – Holtwick – Coesfeld Schulzentrum – Coesfeld – Hochmoor – Velen – Borken (N51 – Bocholt)                   | 120 min (Sa auf So) | Metropolbus/Regionalverkehr Münsterland |

### Straßenverkehr
Die Bundesstraße 474 verläuft mittig durch Holtwick und stellt die Anbindung zu den Bundesautobahnen A 31 (AS Legden / Ahaus) und A 43 (AS Dülmen-Nord) her. Zwischen Bahnhofstraße und Am Holtkebach wird die B 474 durch die Landesstraße 571 gekreuzt, welche von Gescher in Richtung Osterwick verläuft.

## Persönlichkeiten
- Ortuin Gratius bzw. Ortwin von Gras (* 1481 auf Haus Holtwick; † 21. Mai 1542 in Köln), deutscher Humanist und Lehrer an der Artistenfakultät in Köln